# Busulețu
Busulețu – wieś w Rumunii, w okręgu Dolj, w gminie Grecești. W 2011 roku liczyła 135 mieszkańców.